# Don't Wanna Think About You
Don't Wanna Think About You is een nummer van de Canadese rockband Simple Plan. Het is niet afkomstig van een van hun eigen albums maar onderdeel van de soundtrack voor de film Scooby-Doo 2: Monsters Unleashed, en is als zodanig opgenomen op het album van de film: "Scooby-Doo 2: Monsters Unleashed Soundtrack". Het nummer is niet verschenen in de hitlijsten.

## Videoclip
In de video is de band te zien die het nummer speelt op het dak van een wolkenkrabber, met afwisselend beelden van de bandleden die proberen op tijd te komen bij de première van de film Scooby-Doo. Hiervoor wordt het concept van de serie 24 gebruikt, met een wegtikkende klok.
Er zijn twee verschillende versies van de clip, met slechts een klein verschil. In de versie die is gebruikt voor televisie wordt aangegeven dat het tussen 17:00 uur en 18:00 uur afspeelt (5:00 PM en 6:00 PM), en in de versie die op het officiële MySpace van leadzanger Pierre Bouvier wordt aangegeven dat het zich tussen 16:00 uur en 17:00 uur afspeelt (4:00 PM en 5:00 PM).
De video is te zien op de DVD Scooby-Doo 2: Monsters Unleashed. De Mystery Machine, het bekende busje uit de Scooby-Doo  franchise is te zien in de videoclip.

## Tracklist
| Nr. | Titel                                         | Duur |
| --- | --------------------------------------------- | ---- |
| 1.  | Don't Wanna Think About You                   | 3:26 |
| 2.  | Welcome To My Life                            |      |
| 3.  | Untitled                                      |      |
| 4.  | One by One (Niet op een album verschenen)     |      |
| 5.  | Crash and Burn (Niet op een album verschenen) |      |
| 6.  | Perfect (Live)                                |      |
| 7.  | One Day (Live)                                |      |